# Штампач
Штампач је уређај којим се подаци (слика, текст или обоје) исписују са рачунара на папир или сличну равну средину. Иако су њихови отисци углавном читљиви за људе, бар-код штампачи су пример проширене употребе штампача. Са дигиталним фото-апаратима појавили су се штампачи који не користе рачунар за исписивање слика, већ је могуће одштампати слику директно из меморије фото-апарата. За разлику од  цртала (плотера), који документ исцртава повлачењем линија писаљком, код већине се данашњих писача испис добија као растер тачака или као континуирани тонски прелаз, те су прикладни за испис како текст а тако и фотографија или других сликовних докумената.
Први писачи били су заправо електричне писаће машине управљане рачунаром. Наследили су их матрични штампачи далеко већих могућности. Они имају главу за писање, обично с 9 иглица или 24 иглице распоређене у правоугаону матрицу, од којих свака, покретана малим релејом, ударцем преко врпце оставља тачку на жељеном месту на папиру и тако обликује део растерске слике. Ти штампачи углавном су намењени за испис само у једној боји, а данас се користе за исписивање рачуна и образаца у више копија.

## Историја
Први дизајнирани рачунарски штампач био је механички вођен апарат Чарлса Бебиџа за његов диференцијални мотор у 19. веку; међутим, његов механички дизајн штампача изграђен је тек 2000. године.
Први патентирани штампарски механизам за наношење медијума за обележавање на медијум за снимање или тачније на апарате за електростатичко мастило, и метод за електростатичко наношење на контролисана подручја пријемног медијума развио је 1962. године К. Р. Винстон радећи у Телетајп корпорацији, користећи континуирано инкџет штампање. Мастило је било црвене боје, произведено у Филипсовој процесној компанији из Рочестера у држави Њујорк, под именом Клер Принт. Овај патент (УС3060429) довео је до развоја производа компаније Телетајп Инктроник Принтер који је купцима испоручен крајем 1966. године.
Први електронски штампач био је EP-101, који је изумела јапанска компанија Епсон, а пласиран је на тржиште 1968. године.
Први комерцијални штампачи углавном су користили механизме од електричних писаћих машина и телетајп машина. Захтев за већом брзином довео је до развоја нових система посебно за рачунарску употребу. Осамдесетих година постојали су дејзи вил системи слични машинама за куцање, линијски штампачи који су давали сличне резултате, али са много већом брзином, и матрични системи који су могли да комбинују текст и графику, али су производили штампане материјале релативно ниског квалитета. Плотер је коришћен у околностима која су биле потребна висококвалитетне линије цртежа попут нацрта.
Увођење јефтиног ласерског штампача 1984. године са првим HP LaserJet, и додавањем постскрипта у Apple LaserWriter следеће године, покренули су револуцију у штампању познату као стоно издаваштво. Ласерски штампачи користе постскрипт мешовитог текста и графике, попут матричних штампача, али на нивоима квалитета који су раније били доступни само у комерцијалним системима са слагањем слова. До 1990. године, већина једноставних задатака штампања, попут летака и брошура, прављена је на личним рачунарима, а затим ласерски штампана; скупи системи офсетне штампе завршавали су на отпаду. HP Deskjet из 1988. године пружио је исте предности као ласерски штампач у погледу флексибилности, али је произвео нешто нижи квалитет штампе (у зависности од папира) из много јефтиније механизме. Инкјет системи су брзо истиснули матричне и дејзи штампаче са тржишта. До 2000-их висококвалитетни штампачи ове врсте пали су испод цене од 100 долара и постали су широко заступљени.

## Врсте
Осим према начину рада, писачи се разликују према разлучивости (резолуцији) која се исказује бројем тачака по инчу (дпи, акроним од енгл. dots per inch), према томе да ли исписују у боји или не, према формату папира, брзини исписа, трошковима исписа и друго.
Најчешће врсте штампача су:
- Ласерски (енгл. Laser) штампачи штампају на папир помоћу ласера, који осветљава бубањ и тиме наелектрише површину бубња. Затим бубањ пролази кроз тонер где се на наелектрисане делове бубња лепе фине честице мастила у праху, папир прелази преко бубња и прах остане на папиру. На крају папир пролази кроз грејач који запече прах на папиру. Најефикаснији је у исписивању текстова, јер постиже много веће брзине од игличних штампача (од 4-20 страница у минути). Постоје и ласерски штампачи у боји.
- Млазни (енгл. Inkjet) штампачи (са мастилом) штампају тако што из резервоара мастила (енгл. cartridge) млазом гађају папир: у свакој секунди испали се око 50.000 капљица мастила. Постоје резервоари за црну и колор штампу. Млазни штампачи су најефикаснији за штампање слика у боји, јер се могу купити већ за неколико хиљада динара.
- Матрични (или иглични - енгл. Dot-Matrix) штампачи штампају помоћу иглица, које преко траке с бојом ударају у папир. Најефикаснији су за исписивање докумената у више копија. Због спорости и велике буке коју производе, ови штампачи се данас све мање користе. Матрични штампачи штампају једном бојом, у зависности од траке коју користимо.
- Штампачи са директним загревањем штампају тако што загревају папир који мења боју под утицајем топлоте. Пример овакве врсте штампача су телефакс уређаји (у задње време постали су раширени и млазни телефакс уређаји, јер факсови који су исписани на папиру осетљивом на топлоту временом бледе).

Умрежени или заједнички штампачи су „дизајнирани за штампање великог обима и великом брзином“. Њих обично користе многи корисници на мрежи и они могу да штампају брзином од 45 до приближно 100 страна у минути.

### Иглични штампач
Иглични штампач или матрични штампач врши испис помоћу иглица, које преко траке с бојом ударају у папир. Најкориснији је у исписивању докумената, јер може исписати више од једне копије одједном (иглице ударају у папир). Међутим због доста велике буке коју производи и спорости, овај облик писача је данас у све мањој општој употреби, мада се и даље користи за испис докумената кад је потребно више идентичних копија, на пример уплатнице. Иглични писачи исписују монохроматски, у боји траке која се користи.

### Тинтни штампач
Тинтни штампач (енг. ink-jet) има помичну главу, која код већине данашњих писача, на одређеним местима, директно прсне капљицу тинте и тако створи тачку на папиру. Такви писачи исписују фотографије једноликим наносом бојила, те не могу стварати праву вишетонску слику, него се она исписује растерски. Међутим, савремени тинтни писачи захваљујући доброј разлучивости (и више од 1200 дпи) те одговарајућој програмској подршци, постижу квалитетне исписе који се визуелно доживљавају једнако као исписи с континуираним прелазом тонова. Њихов се вишебојни испис заснива на суптрактивном мешању боја, то јест добија се комбинацијом зелено-плаве, жуте и гримизне боје, те тонски црне. Многи писачи имају најчешће два спремника за тинту, један за црну, а други, вишеделни, за преостале три. Неки тинтни писачи користе и додатне боје, те тада имају 6, 8 или више одвојених спремника. Каквоћа исписа зависи од својстава папира и брзине сушења тинте. Ако папир сувише брзо упија тинту, онда тачке постају шире па се добива замућен испис. Ако папир слабо упија тинту, може доћи до њеног размазивања. 
Према начину рада, у основи се разликују термални и пиезоелектрични тинтни писач. Термални тинтни писач (такозвани bubble-jet) најстарији је, и појавио се 1980-тих, првобитно као црно-бели, касније и у боји, а данас је један од најзаступљенијих штампача. Тинта се из спремника доводи до коморе у глави писача. У комори се налази грејач који загреје тинту до врења, створи се мехурић паре под притиском, те тинта прсне на папир. Пиезоелектрични тинтни писач има у комори писаће главе кристал (пиезоелемент), који се под деловањем електричног импулса деформише, што повећа притисак тинте који истисне капљицу кроз млазницу на папир (пиезоелектрични учинак). Тинтни штампач с чврстом тинтом у спремницима има штапиће обојеног воска, који се током исписа растопи, те се као и код других тинтних штампача кроз млазнице наноси на подлогу за испис. У додиру с хладном подлогом, восак се тренутачно стврдне, а испис се на крају додатно учврсти проласком између хладних ваљака. Та техника омогућује испис на готово свим врстама папира и других подлога.

#### Термални штампачи
- Директни термални штампачи креирају испис загрејавањем папира који мења боју под утицајем топлоте. Добро познати пример директно термалног штампача су телефакс уређаји (у задње време постали су раширени и инкџет телефакс уређаји), јер факсови који су исписани на папиру осетљивом на топлоту с временом бледе, те их је било неопходно фотокопирати, што због блеђења исписа, што због тога што се папир за њих продавао намотан у ролама, те је непрактично добијене факсове у ролама архивирати у регистраторе. Такође банковни одресци који се потписују при новчаним трансакцијама у банкама исписују се на оваквим штампачима.
- Штампачи термалног трансфера креирају испис загрејавањем рибона који на местима где је загрејан оставља траг на папиру који пролази кроз грејаћу главу. Овакви штампачи најчешће се користе у трговинама или фабрикама за испис етикета на производима.

### Ласерски штампач
Ласерски штампач предњачи каквоћом у испису текста и једнотонских илустрација те је најчешћа врста штампача у уредскоме пословању. Вишетонску слику исписује растерски, уз данас уобичајену разлучивост (резолуцију) од 600 dpi. Начин је рада индиректан електрофотографски поступак налик оном у ксерографској фотокопирној машини (фотокопирање). Штампач се у основи састоји од ваљка (бубња) и главе – носача ласерске зраке, која се може помицати уздуж ваљка. Најпре се ваљак наелектрише, а потом се електрични набој, на местима која требају остати бела, избије ласерском зраком, чиме на ваљку настане латентна слика. Након тога на ваљак се наноси прашкаста боја (тонер) супротног набоја, која се прихвата на деловима на којима набој није избијен. Уз ваљак се потом провлачи електрично набијени папир, на који се прихватају честице боје. Проласком папира кроз пар грејаћих ваљака, због њиховог притиска и повишене температуре прашкаста се боја чврсто веже с подлогом. За добијање исписа у боји, описани се поступак спроводи за сваку од четири боје. Брзине исписа ласерских писача крећу се од 4 до 25 страница у минути.

### Остали штампачи
Данас се највише користе тинтни и ласерски штампачи, међутим за посебне су захтеве развијене и многе друге врсте. 

#### Сублимацијски штампач
Сублимацијски штампач има боју на танкоме полимерном филму, која се на папир преноси притиском писаће главе с грејаћим елементима. Количина боје која с филма прелази на подлогу зависна је од температуре грејног елемента (до 350 °C) и трајању притиска. Резултат је испис континуираног прелаза тонова, те се ти писачи користе за добијање отисака највеће каквоће. На сличан начин раде и писачи засновани на термалном испису воском, али су добијени исписи слабији. 

#### Дигитални ласерски фотографски штампач
Дигитални ласерски фотографски штампач ласером осветљава фотографски папир плавим, зеленим и црвеним светлом, те се испис, то јест готова фотографија, добија хемијском обрадом као и код класичне фотографије. Писачи код којих се осветљивање фотографског филма спроводи уз помоћ заслона од течних кристала, данас се ређе користе. 

#### 3Д штампач
У новије се доба за израду уникатних тродимензијских предмета, какви су на пример прототипови производа, користе 3Д писачи који наносе неколико танких слојева прашкастог или другог материјала, те се потом учвршћују (полимеризацијом светлом, топљењем ласером и другим приступима).